# Aranyani Chasma
Aranyani Chasma is een kloof op de planeet Venus. Aranyani Chasma werd in 1985 genoemd naar Aranyani, godin van het bos in het hindoeïsme.
De kloof heeft een lengte van 718 kilometer en bevindt zich in het quadrangle Meskhent Tessera (V-3).